# Immortal Force
Immortal Force è il primo album in studio del gruppo musicale brasiliano Mutilator, pubblicato nel 1987 dalla Cogumelo Records.

## Tracce
1. Memorial Stone Without a Name – 6:31
2. Blood Storm – 4:21
3. Butcher – 3:12
4. War Dogs – 5:07
5. Mutilator – 4:35
6. Brigade of Hate – 3:56
7. Immortal Force – 3:55
8. Tormented Soul – 3:13
9. Paranoic Command – 3:43

## Formazione

### Gruppo
- Alexander Magu – voce, chitarra
- Kleber – chitarra
- Ricardo Neves – basso
- Rodrigo Neves – batteria